# Дубов, Сергей Леонидович
Сергей Леонидович Дубов (4 февраля 1943, Москва, СССР — 1 февраля 1994, Москва, Российская Федерация) — журналист, издатель, предприниматель и меценат.

## Биография
Окончил Московский полиграфический институт (1971), редакционно-издательский факультет по специальности журналистика (редактирование массовой литературы).

## Основные места работы
- Центральное телевидение (помощник режиссёра); кино-информация, — редактировал сценарии оперативной кино-информации Министерств цветной и нефтяной промышленности. (1966—1972).
- Еженедельник «Книжное обозрение» (1972—1988), — заместитель ответственного секретаря.
- Журнал «Новое время» (1988—1991), — заместитель ответственного секретаря.
- АОЗТ Издательский дом «Новое время» (1992—1994), президент с 1992-го.

С началом экономической реформы активно участвовал в подготовке Закона о кооперации. Одним из первых, в постсоветской России оценил предпринимательское значение информационного ресурса.
В 1988—1993 создал более 15 частных предприятий, работавших, в основном, в сфере печати и книжного дела. В неполный список предприятий и средств массовой информации, основанных им или при его активном участии, которые оставили наиболее заметный след, входят следующие предприятия:
- Кооператив «ПЕЧАТНИК» (позднее — АОЗТ «ЗОЛОТОЕ КОЛЬЦО»).
- АОЗТ "ИЗДАТЕЛЬСКИЙ ДОМ «НОВОЕ ВРЕМЯ».
- АО «ВИТА-ЦЕНТР».
- АО «ВДВ-КУРЬЕР»
- АО "ВДВ «НОРД-ВЕСТ»" (в Санкт-Петербурге)
- АОЗТ Международное рекламное агентство «РУССКАЯ-ПРЕСС-СЛУЖБА» (RUSSIAN PRESS SERVICE)
- Международное туристическое агентство « TWO-WRIST TRAVEL»
- АОЗТ «МАГДА»
- АООТ «МЕЖДУНАРОДНАЯ АССОЦИАЦИЯ ГАЗЕТ БЕСПЛАТНЫХ ОБЪЯВЛЕНИЙ ВДВ-ИНТЕРНЕЙШНЛ».
- АОЗТ «ТОДНА» (товары для народа).
- МП, позднее — АОЗТ "Информационно-рекламный еженедельник «ВСЁ ДЛЯ ВАС»" — первая в России газета бесплатных объявлений (тираж 3 млн экземпляров), с приложениями:
  - Газета «ДОМАШНИЙ АДВОКАТ» (бесплатная юридическая консультация);
  - Газета «MOSCOW BUSINESS WEEK» («Московская деловая неделя») — на английском языке рассылалась бесплатно.
  - Газета «ВДВ-ТВ» (программа телевидения на неделю).
  - Газета «Сивцев Вражек»;
  - Петербургский выпуск газеты бесплатных объявлений «ВСЁ ДЛЯ ВАС» — «ВДВ PROFIT».
  - «МОСКОВСКИЙ ОБОЗРЕВАТЕЛЬ» дайджест прессы.
  - «We Offer» — деловой ежемесячник на английском, французском, испанском языках — (на английском языке; рассылалась в 51 страну);
  - «SHOP-TALK» — (на английском языке, совместно с австрийским издателем), красочный рекламный журнал для туристов и иностранных бизнесменов
  - «AMOUR» — журнал международных знакомств

Основаны, зарегистрированы, внесены в соответствующие Государственные реестры ещё две фирмы, сделаны первые инвестиции:
- АОЗТ «Транспортные инфраструктуры»
- АОЗТ с иностранными инвестициями «ДУБЕР».

В 1991 году С. Дубов одним из первых представителей частного российского бизнеса установил партнерские отношения с крупными предпринимателями Гонконга. В том же году, основав туристическую компанию при издательском доме, провел переговоры в ЮАР о развитии туризма между Россией и ЮАР, что положило начало обмену туристическими группами и возникновению других коммерческих проектов с Южно-Африканской Республикой.
С 1992 — учредитель и спонсор Независимого института российского предпринимательства.

## Издал[2][3]
- Собрание сочинений А. И. Солженицына в семи томах, 1991.
- Собрание сочинений Э.-М. Ремарка в десяти томах, 1991—1992
- Собрание сочинений А. Меня в четырёх томах, 1991—1992
- Собрание сочинений А. Хэйли в восьми томах, 1992—1993
- Библиотека американской фантастики в четырнадцати томах, 1991—1992
- Книги серии «учителю и ученику», 1993
- Библия для юношества
- Книги В. Суворова: «Аквариум», 1993, «Ледокол», 1992 и 1993, «День-М», 1994
- Справочник «СССР: возможности для бизнеса» (совместно с Министерством торговли Гонконга, на русском, английском и китайском языках), 1991.
- Майкл Р. Бешлосс и Строуб Тэлботт «На самом высоком уровне» (Закулисная история окончания «холодной войны», впервые на русском языке), 1994. — Oдна из трех книг, задуманных Дубовым и изданных после его смерти (куплена им у праводержателей в США и переведена на русский язык).

Помимо серийных им издано много отдельных изданий — культурно-исторических, художественных, публицистических, юридических, экономико-финансовых:
- «Кто есть кто в России и ближнем зарубежье», 1993; первый в России открытый справочник
- А. Амирханян «Тайны Дома Лазаревых»,
- С. Муравьев «Охота на любимца Гитлера»,
- В. Усоскин «Современный коммерческий банк: управление и операции», актуальное в начале 90-х годов прошлого века издание.

Дубов вел широкую благотворительную деятельность, помогал детдомам, детсадам, талантливым студентам, пожилым москвичам. Некоторые издания Дубова не преследовали коммерческого успеха и предпринимались с просветительскими целями: научные сборники Института славяноведения и балканистики, книга рисунков и стихов детей из подмосковного детдома — «Одуванчик», 1992.
К осени 1993 года наладил партнерские отношения с норвежской компанией для осуществления проектов в области строительства офисов и передвижных блоков в Москве, совместного участия в социальной программе по проектированию и строительству Дома для пожилых людей. На юго-западе столицы начал осваивать участок земли, полученный по результатам городского конкурса, под строительство пекарни. Им был задуман (с привлечением американских специалистов) интереснейший для города и области проект — создание скоростной системы транзитной персональной перевозки пассажиров, основанной на новейшей технологии (Personal Rapid Transit).

## Гибель
Сергей Леонидович Дубов был застрелен 1 февраля 1994 года. Громкое убийство, взятое под контроль Президентом РФ и Министром внутренних дел, так и осталось нераскрытым.
Похоронен на Покровском кладбище (17 уч.).

## Память
Память о издателе, меценате С. Л. Дубове продолжается не только в миллионах книг его издательства на полках домашних, вузовских, городских публичных библиотек, но и в новых изданиях, достойных его имени. В 1995 году Московским правительством зарегистрирована негосударственная некоммерческая организация, носящая имя издателя: «Фонд Сергея Дубова». Цель организации — выпуск литературы, важной для сохранения и развития культуры и просвещения, не связанной напрямую с коммерческим успехом, а также оказание разносторонней помощи семьям трагически погибших журналистов, печатников и издателей. Фонд выпускает многотомную серию свидетельств очевидцев и участников событий «История России и дома Романовых в мемуарах современников. XVII—XX вв.», объявленную Дубовым, а также, в продолжение этого замысла, документальную историю россиян и граждан союзных республик после падения Российской империи и до распада СССР: «Народный архив. Век XX. Противостояние: Человек — Система», основанную, примерно в то же время, М. А. Федотовой.
В Московском музее истории отечественного предпринимательства есть экспозиция, отображающая стремительный взлёт Сергея Дубова как издателя и предпринимателя. А в Вашингтонском музее журналистики (Journalists Memorial NEWSEUM, США) есть галерея погибших работников СМИ, со стендом, посвящённым ему.

## Награды
- Медаль памяти 13 января (8 января 2003 года, Литва, посмертно)[9]